# جسیکا پگولا
 جسیکا پگولا (انگلیسی: Jessica Pegula؛ زادهٔ ۲۴ فوریهٔ ۱۹۹۴) یک تنیس‌باز اهل ایالات متحده آمریکا است. رتبه جهانی او در عرصه تنیس‌بازی تا ۸ جولای سال ۲۰۱۳ میلادی ۱۱۰اُم بوده است. بالاترین رتبه‌ای که وی تاکنون موفق به کسب آن شده است در حوزه دو نفره بوده، رتبه ۹۲ در فوریه ۲۰۱۳ میلادی بوده است. بالاترین جایزه نقدی که او دریافت کرده، مبلغ ۱۱۲٫۵۳۹ دلار بوده است. پگولا از سال ۲۰۰۹ فعالیت خود را در حیطه تنیس آغاز کرد. پگولا فارغ التحصیل علوم ورزشی از کالج امهرست است. او همچنین ۱۷۳ سانتی متر قد، ۷۴ کیلوگرم وزن و راست دست می باشد.